# Верещаки (Черкасская область)
Верещаки (укр. Верещаки) — село в Лысянском районе Черкасской области Украины.

## Физико-географическая характеристика

### Географическое положение
- Расположено в 7 км от центра сельского совета села Почапинцы.
- Площадь населённого пункта — 171 га.

## Население
- В 1864 году население села составляло 418 человек, а в конце XIX века — 888 человек.
- В годы голода на Украине (1932—1933) в селе умерло 750 человек, репрессировано 9 человек.
- В годы Великой Отечественной войны на фронтах воевало 186 жителей, 99 из них погибли в боях с немецкими войсками.
- В 2009 году в селе насчитывалось 634 двора, из них домовладений, в которых постоянно проживают граждане — 483, временно проживающих — 151.
- На 1 января 2009 года в населённом пункте проживало 263 человека, из них пенсионеров — 92, инвалидов — 5.

### Религия
- Православная вера.

## Органы власти
- Орган местного самоуправления населённого пункта — исполнительный комитет Почапинского сельского совета Лысянского района Черкасской области.

### Административное деление
- В 1954 году Верещаки в составе Лысянского района вошли в новообразованную Черкасскую область.

## История
- В 1645 году село Верещаки в составе Лысянского имения получил владелец Калиновский.
- В 1864 году село Верещаки принадлежало графам Браницким.
- В 1918 году в селе большевики организовали ревком.
- С июля 1941 года по 17 февраля 1944 года село было оккупировано немецко-фашистскими захватчиками.

## Экономика
- В начале 1930-х годов на основе артели «Нова спилка» в селе был образован колхоз имени Г. Димитрова.
- В 1936, 1937 годах были открыты магазины.
- В мае 1937 года силами местного колхоза были созданы пруды площадью 20 га.
- В 1959 году местный колхоз имени Г. Димитрова объединился с соседним колхозом имени Б. Хмельницкого (с. Почапинцы).

### Транспорт
- Маршруты автобусов:
  - Верещаки — Лысянка
  - Лысянка — Черкассы
  - Жашков — Черкассы
  - Монастырище — Черкассы

## Здравоохранение
- В селе действует фельдшерско-акушерский пункт.

## Наука и образование
- Верещакская школа (Пединовской волости Звенигородского уезда Киевской губернии) — учебное заведение, которое начало действовать в начале XX века как церковно-приходская школа.
- В 1919 году школу посещало 9 учеников.
- После войны 1941—1945 годов в селе Верещаки действовала восьмилетняя школа.
- В 1957 году было построено новое школьное помещение.
- С 1963 по 1972 год директором школы была Г. Г. Трофимова.
- В 1967 году в школе обучалось 112 учеников, работало 9 учителей.
- Позднее местную восьмилетнюю школу реорганизовали в начальную, которая просуществовала до середины 1970-х годов. Директором начальной школы была К. С. Мирошниченко.

## Культура и искусство
- В 1960-х годах в Верещаках построили клуб на 150 мест.

### Праздники
- 01.01 — Встреча Нового года
- 17.02 — Освобождение Лысянщины — митинг
- 08.03 — Праздник 8 Марта
- 09.05 — День Победы — митинг
- Святая Троица (май-июнь) — День села
- 06.07 — Ивана Купалы
- 01.09 — День знаний
- Последняя пятница ноября — «Зажги свечу» — митинг памяти жертв голодомора
- 31.12 — Праздник Нового года

## Архитектура и достопримечательности
- До 1775 года жители села считались прихожанами Почапинской церкви.
- В 1775 году в селе была построена деревянная церковь Святой Параскевы (Покровская) (7-й класс), земли имела 46 га.
- Вследствие антирелигиозной кампании в 1961 году в Верещаках закрыли церковь Святой Параскевы, которая была вновь открыта в начале 1990-х годов.